# Семигенівський Степан Пилипович
Степан Пилипович Семигенівський (1901 , Ходорів, Бібрський повіт, Королівство Галичини та Володимирії, Австро-Угорщина  — невідомо ) — український радянський діяч, лікар, завідувач Ходорівського районного відділу охорони здоров'я Дрогобицької області. Депутат Верховної Ради УРСР 1-го скликання (з 1940 року) від Дрогобицької області.

## Біографія
Народився 1901 року в родині робітника в місті Ходорів, тепер Жидачівський район, Львівська область, Україна. Закінчив народну школу в місті Ходорові. Вступив до гімназії, але важкі матеріальні умови примусили облишити навчання. Працював телеграфістом.
Потім був мобілізований до австрійського війська, учасник Першої світової війни. Після демобілізації працював чорноробом, продавцем у крамниці.
Переїхав до міста Праги (Чехословаччина), де працював монтером і водночас навчався на медичному факультеті Празького університету. Здобув спеціальність лікаря-хірурга. Його лікарський диплом не був визнаний у Польській Республіці, тому працював лікарем за кордоном. 
З кінця 1939 по червень 1941 року — завідувач Ходорівського районного відділу охорони здоров'я Дрогобицької області.